# Barwick in Elmet
Barwick in Elmet es una ciudad ubicada a 8 km al este de Leeds, West Yorkshire, Inglaterra (53°49′54″N 1°23′38″O / 53.83167, -1.39389).
Junto a Sherburn-in-Elmet es uno de los dos sitios explícitamente asociados al Reino de Elmet.

## El fuerte de Barwick
En el pueblo se conserva una explanada, resto de un fuerte de la Edad de Hierro.
El extremo sur del fuerte fue utilizado más tarde por el normando Ilbert de Lacy para la construcción de un castillo, denominado Hall Tower Hill.
En la Segunda Guerra Mundial se utilizó también como puesto de observación.

## Historia
Alrededor del 52 Venutius, líder guerrero de los carvetii y rey consorte de la tribu de los brigantes, se alzó en armas contra su esposa, la reina Cartimandua, y sus aliados romanos.
Tras una larga campaña en el 56 Venutius fue finalmente derrotado por la IX Legión  al mando de Caesius Nasica en la región de Barwick in Elmet.
En el 655 el rey cristiano Oswy de Northumbria venció en la Batalla de Winwaed, en territorio de Barwick, al rey pagano Penda de Mercia.